# Панчишин Орест Євгенович
Орест Євгенович Панчишин (нар. 10 червня 2000, Новояворівськ, Львівська область, Україна) — український футболіст, півзахисник. Старший брат футболіста Богдана Панчишина.

## Клубна кар'єра
Народився в місті Новояворівськ, Львівська область. Футболом розпочав займатися в мсцевій ДЮСШ, перший тренер — Зіновій Пісюра. Згодом перейшов до «УФК-Карпат», де тренувався під керівництвом Володимира Вільчинського та Івана Павлюха. З 2013 по 2017 рік виступав за команду у ДЮФЛУ. У сезоні 2017/18 років дебютував за львів'ян в юнацькому чемпіонаті України, а наступного сезону — в молодіжному чемпіонаті. За юнацьку та молодіжну команду клубу зіграв 65 матчів, в яких відзначився 5-ма голами.
Після вильоту «Карпат» до Другої ліги переведений до першої команди «зелено-білих». У футболці першої команди львів'ян дебютував 30 серпня 2020 року в програному (0:4) виїзному поєдинку кубку України проти дунівецького «Епіцентру». Орест вийшов на поле в стартовому складі, а на 44-ій хвилині отримав пряму червону картку й залишив футбольне поле. У Другій лізі дебютував 27 вересня 2020 року в програному (1:3) виїзному поєдинку 4-го туру групи А проти галицьких «Карпат». Панчишин вийшов на поле в стартовому складі, а на 71-ій хвилині його замінив Денис Підгурський. Єдиним голом за «Карпати» відзначився 18 жовтня 2020 року на 36-ій хвилині (реалізував пенальті) нічийного (1:1) домашнього поєдинку 7-го туру групи Б Другої ліги проти «Чайки» (Петропавлівська Борщагівка). Орест вийшов на поле в стартовому складі та відіграв увесь матч. На початку січня 2021 року відмовився продовжувати угоду з клубом й залишив «Карпати» вільним агентом, причиною цьому, за словами самого футболіста, була «відсутність перспектив у цій команді» та бажання вийти з зони комфорту.
Після цього в січні того ж року відправився на перегляд у «Минай», а наприкінці вище вказаного місяця підписав контракт з командою з однойменного села. Сезон 2020/21 років провів у молодіжній команді «Минаю» (10 матчів, 1 гол), в той час як головна команда клубу за підсумками сезону в Прем'єр-лізі посіла останнє 14-те місце.
З сезону 2021/22 виступає за клуб першої української ліги: «Кремінь» (Кременчук). У футболці кременчуцької команди дебютував 24 липня 2021 року в переможному (2:0) домашньому поєдинку 1-го туру Першої ліги проти «ВПК-Агро», Орест вийшов на поле в стартовому складі та відіграв увесь матч. Першим голом за «Кремінь» відзначився 10 вересня того ж року на 56-й хвилині переможного (3:1) домашнього поєдинку 8-го туру Першої ліги проти волочиського «Агробізнесу». В сезоні 2022/23 за відсутності Дениса Галати виконував обов'язки капітана команди, а після його відходу з клубу став повноправним лідером команди і ці обов'язки виконував впродовж усього 2023/24 сезону.
В червні 2024 року підписав контракт із першоліговим футбольним клубом «Буковина», проте вже через місяць по тому, виявилось що гравець не потрапив до заявки на сезон, хоча при цьому Орест проводив повноцінну підготовку до прийдешнього сезону в команді. Після чого на правах орендної угоди до завершення календарного року повернувся до складу своєї попередньої команди. У березні 2025 року отримав статус вільного агента та підписав контракт з хмельницьким клубом «Поділля».

## Кар'єра в збірній
У футболці юнацької збірної України дебютував 12 листопада 2017 року в товариському матчі проти однолітків із Данії. У травні 2018 року Сергій Попов викликав Ореста Панчишина на тренувальний збір юнацької збірної України (U-18) для участі в міжнародному турнірі «Кубок Словаччини». Загалом за команду вище вказаної вікової категорії зіграв 5 матчів.